# はこだて観光圏
はこだて観光圏（はこだてかんこうけん）は、観光圏整備法に基づき、みなみ北海道として渡島総合振興局と檜山振興局管内の18市町（後述）で形成され、「食」、のちに「異国情緒」をテーマに観光客の来訪と滞在を促進し、みなみ北海道地域全体の観光振興・地域振興に資することを目的とする概念である。

## 概要
2008年（平成21年）観光圏整備法に基づき「観光圏」という概念を設け、観光圏の整備を通じて国内外の観光客の誘致と滞在を増やそうとする試みである。
2010年度（平成23年度）から2015年度（平成27年度）を予定していたが、2012年（平成25年）の年末、観光庁が観光圏整備法を改正して認定要件を「生活圏としての関係」に変更することで実行力を高めたのを受け、函館市、北斗市、七飯町の3市町に絞る込むことになった。
2013年（平成25年）4月1日、函館新聞が取材の中で、はこだて観光圏整備推進協議会が2012年度の国への申請を見送ったことが判明した。同社は現時点で認定を受けるメリットが不明瞭との懸念があるとの理由ではないかと分析している。協議会は同年3月末に解散した。理由は準備不足（函館市観光コンベンション部）。

## 目標
- 観光入込客数を平成26年度に1,302万人（平成20年度比で220%増）
- 1人あたり宿泊日数を平成26年度に1.82泊／人（平成20年度比で25%増）
- 宿泊客数を平成26年度に623万人（平成20年度比で25%増）
- 外国人宿泊客数を平成26年度に10万人（平成20年度比で45%増）

## 年表
- 2010年度（平成23年度） - 「食」をキーワードに初認定。参加市町村は、函館市，北斗市，松前町，福島町，知内町，木古内町，七飯町，鹿部町，森町，八雲町，長万部町，江差町,上ノ国町，厚沢部町，乙部町，せたな町，奥尻町，今金町の18市町[3]。
- 2011年度（平成24年度） - 「異国情緒」をキーワードに認定される。参加市町村は函館市、北斗市、七飯町の3市町[3]。
- 2012年度（平成25年度） - 認定申請を見送り[3]。

## 事業
- 「食と宿泊コンテンツ」魅力アップ事業
- 「宿泊対応力強化」人材育成事業
- 「食めぐり周遊ルート」魅力アップ事業
- 「広域イベント」魅力アップ事業
- 観光移動利便性向上事業
- 圏域観光案内機能充実事業
- 圏域観光情報発信機能強化事業
- その他観光圏魅力創出事業

## はこだて観光圏整備推進協議会
はこだて観光圏整備推進協議会
- 会長　　工藤壽樹（元・函館市長）
- 代表者　渡邉兼一（社団法人函館国際観光コンベンション協会会長）
- 事務局　函館市観光コンベンション部観光振興課

## 補助金
2009年度（平成22年度）に観光庁より1,600万円。